# Koch Sándor (mineralógus)
Koch Sándor (Kolozsvár, 1896. augusztus 16. – Szeged, 1983. május 25.)  mineralógus, a föld- és ásványtani tudományok doktora (1952), egyetemi dékán, Kossuth-díjas (1953), emellett a kochsándorit nevű ásvány az ő nevét viseli.
Koch Ferenc (1853–1942) kémikus fia, Koch Antal (1843–1927) geológus unokaöccse, Koch Nándor (1885–1961) földrajztudós, geológus unokatestvére, Koch Sándor (1925–2009) virológus apja.

## Életpályája
Kolozsváron született. Édesapját hamarosan Budapestre helyezték, így elemi és középiskolai tanulmányait már ott végezte. Ezután beiratkozott a Pázmány Péter Tudományegyetem természetrajz-kémia szakára. Az egyetemet 1919-ben fejezte be, de közben másfél évet az keleti és olasz frontokon töltött.
Az egyetem befejezése után a Magyar Nemzeti Múzeum Ásványtárába került. Az ott eltöltött 15 év tovább erősítette az addig is ismert ásványtani érdeklődését, a munkakör véglegesen meghatározta későbbi tudományos pályáját. 1920-tól folyamatosan jelentek meg tanulmányai a különböző folyóiratokban, amelyekben a Kárpát-medence bányahelyeinek ásványaival foglalkozott. 1935-ben kilépett az Ásványtár kötelékéből és a Nemzeti Múzeum Elnöki Hivatalának lett vezetője. Ebben az évben jelent meg a Vendl Máriával írt A drágakövek című műve.

## 1940–1969

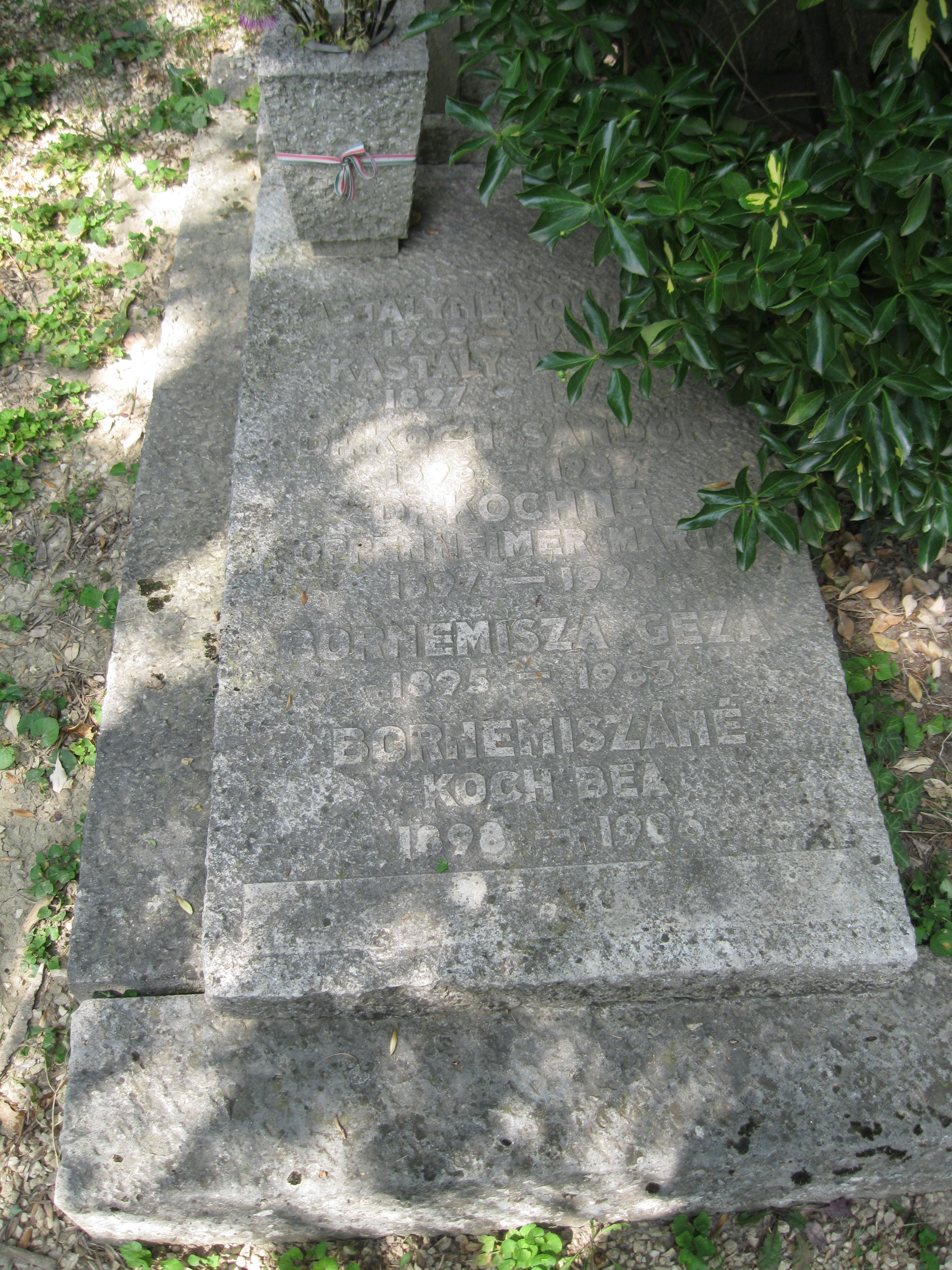
Sírja a Farkasréti temetőben

1940-ben a Szegeden alakult új egyetemen egyetemi tanári kinevezést kapott. Ez már jövőbeli elképzeléseinek megvalósulását jelentette, hiszen az oktatás, kutatás, gyűjtemény kiállítása, szervezése és megvalósítása terén érvényre juttathatta azokat. Az ásványtani oktatási-kutatási profil megteremtésével együtt létrehozta az ország határain túl is jól ismert – ma már az ő nevét viselő – ásványgyűjteményt. Kutatásai mellett a tanszék vezetője (1940–1968), és dékánhelyettese (1946–1947 és 1948–1949) volt, valamint három alkalommal is megválasztották a Természettudományi Kar dékánjává (1947–1948, 1954–1957, 1960–1963).
Szegedi évei alatt is sorra jelentek meg tanulmányai a Kárpát-medence ásványairól. 1952-ben megírta az Ásványtan története Magyarországon című könyvét, majd 1966-ban megjelent a Magyarország ásványai című könyv. Közben a felsőoktatás igényeit szem előtt tartva Sztrókay Kálmánnal megírta a máig is alapmunkának számító Ásványtan című tankönyvet.

## 1970–1983
50 évi szolgálat után 1969-ben ment nyugdíjba. Kiemelkedő tudományos munkásságát igazolja a megjelent közel száz tanulmánya, könyve.

## Művei
- A magyar ásványtan története (1952)
- Könyv a kövekről (Budapest 1957)
- Magyarország ásványai (1966, 1985)

## Emlékezete

### Kochsándorit
A Kövecses-Varga Lajos által 2004-ben felfedezett ásvány a legendás mineralógus tiszteletére a kochsándorit nevet kapta. Összetétele víztartalmú kalcium-alumínium-karbonát, amely hófehér, 0,5-1,5 mm-t elérő, tűs kristályokból felépülő, selyemfényű, gömbös halmazok formájában jelenik meg. Első megtalálási helye a mányi szénbánya meddőhányója volt, ám annak rekultiválásával már nem használható lelőhelyként.